# Уэдраого, Али
Али Уэдраого (фр. Ali Ouédraogo; род. 31 декабря 1976, Буркина-Фасо) — буркинийский футболист, полузащитник.

## Биография
Али Уэдраого родился 31 декабря 1976 года.
Играл в футбол на позиции полузащитника. В сезоне-1998/99 выступал в чемпионате Буркина-Фасо за «Этуаль Филант» из Уагадугу, завоевав с ним серебро, а также Кубок страны.
Сезон-1999/2000 провёл в алжирской «Константине», став бронзовым призёром чемпионата страны.
В 2000—2004 годах снова играл за «Этуаль Филант», став чемпионом Буркина-Фасо (2001) и трижды бронзовым призёром (2002—2004), а также дважды обладателем Кубка (2001, 2003).
В 2004—2006 годах защищал цвета «Рэйл Клаб» из Кадиого, став чемпионом и серебряным призёром чемпионата Буркина-Фасо.
В 2006—2008 годах играл в ганском «Асанте Котоко» из Кумаси. В первом сезоне завоевал бронзу чемпионата Ганы, во втором — золото.
В 2001—2002 годах провёл 5 матчей за сборную Буркина-Фасо, забил 1 гол. Дебютным стал 3 июня 2001 года матч отборочного турнира Кубка африканских наций в Бужумбуре против сборной Бурунди (0:0), в котором Уэдраого отыграл второй тайм. В 2002 году участвовал в Кубке африканских наций в Мали, провёл 1 матч.

## Достижения

### Командные
«Этуаль Филант»
- Чемпион Буркина-Фасо (1): 2000/01.
- Серебряный призёр чемпионата Буркина-Фасо (1): 1998/99.
- Бронзовый призёр чемпионата Буркина-Фасо (3): 2002, 2002/03, 2003/04.
- Обладатель Кубка Буркина-Фасо (2): 2001, 2003.

«Рэйл Клаб»
- Чемпион Буркина-Фасо (1): 2004/05.
- Серебряный призёр чемпионата Буркина-Фасо (1): 2005/06.

«Асанте Котоко»
- Чемпион Ганы (1): 2007/08.
- Бронзовый призёр чемпионата Ганы (1): 2006/07.